# Acianthera boliviana
Acianthera boliviana é uma espécie de orquídea epífita, família Orchidaceae, da Bolívia. São plantas de tamanho médio, robustas, de crescimento subcespitoso, com caules de curtos a alongados, levemente comprimidos lateralmente na porção superior; folhas muito espessas e acanoadas ou quase cilíndricas; inflorescência também comprimida lateralmente, cerca de dez flores amarelas ou alaranjadas, ocasionalmente listradas de púrpura, mais ou menos aglomeradas, com ovário triangular e sépalas exteriormente dotadas de  carena central longitudinal. Trata-se de planta muito próxima da Acianthera ochreata subsp cylindracea da qual não encontramos diferenças. Hoje sabe-se que está incluída entre os clados de Acianthera.

## Publicação e sinônimos
- Acianthera boliviana (Lindl.) Pridgeon & M.W.Chase, Lindleyana 16: 245 (2001).

Sinônimos homotípicos:
- Pleurothallis boliviana  Rchb.f., Bonplandia (Hannover) 3: 224 (1855).
- Humboltia boliviana (Rchb.f.) Kuntze, Revis. Gen. Pl. 2: 667 (1891).